# Café Hawelka

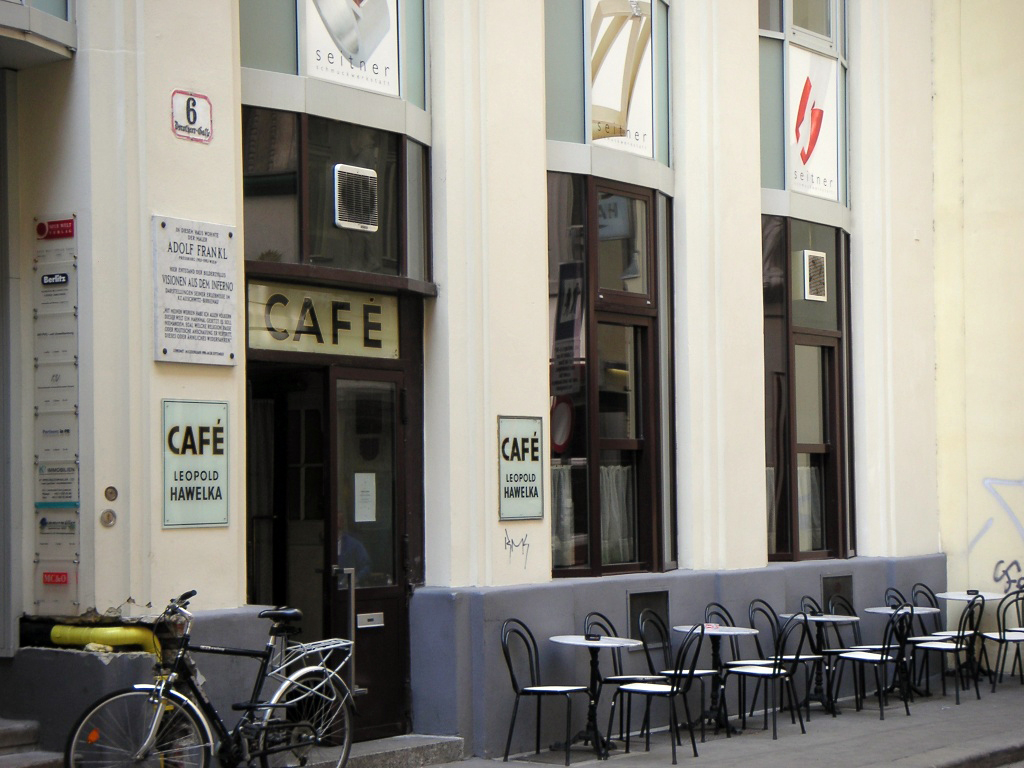
Café Hawelka (2005)

Das Café Hawelka ist ein Künstlercafé im 1. Wiener Gemeindebezirk, Innere Stadt, in der Dorotheergasse 6.

## Geschichte

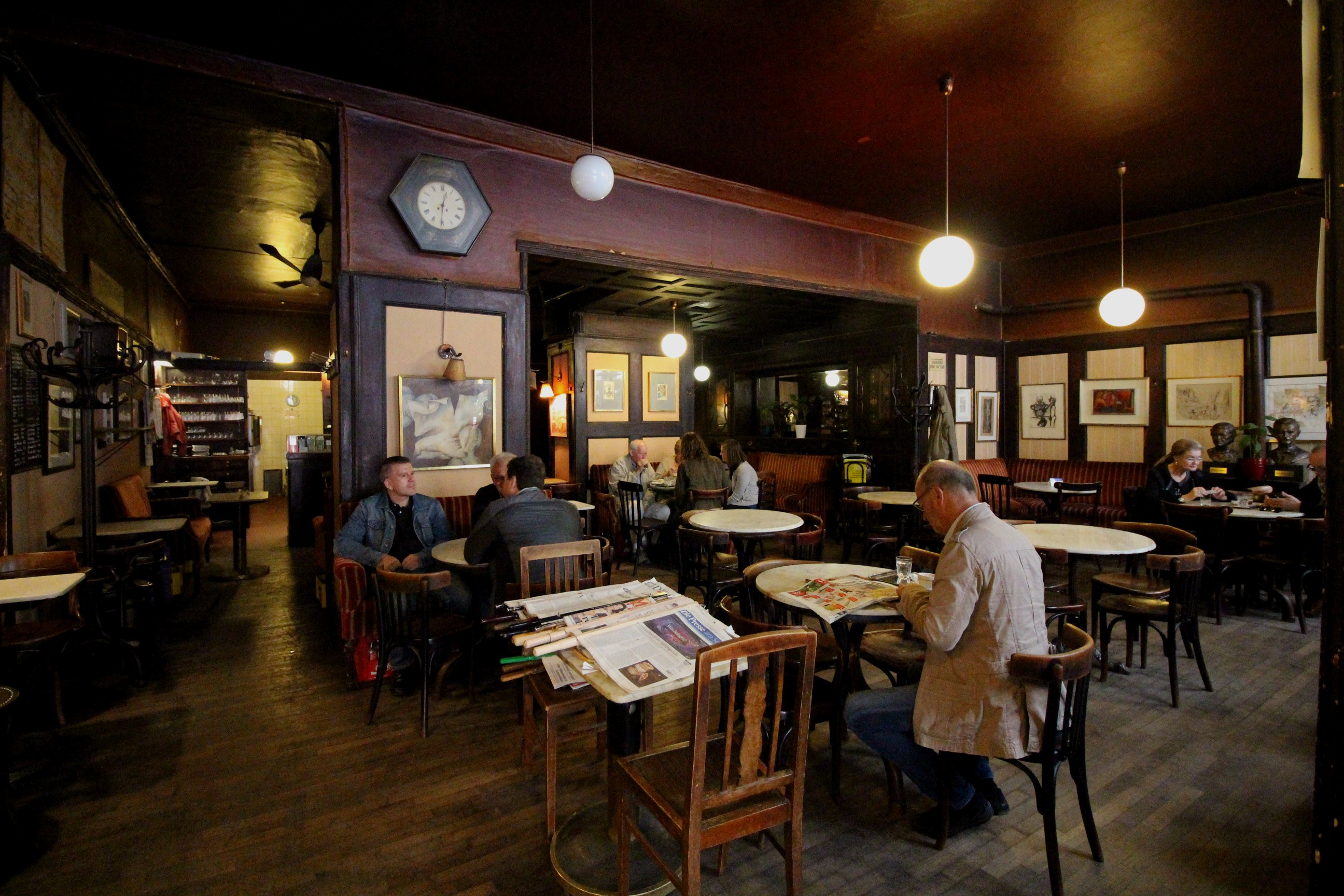
Innenansicht des Cafés (2015)

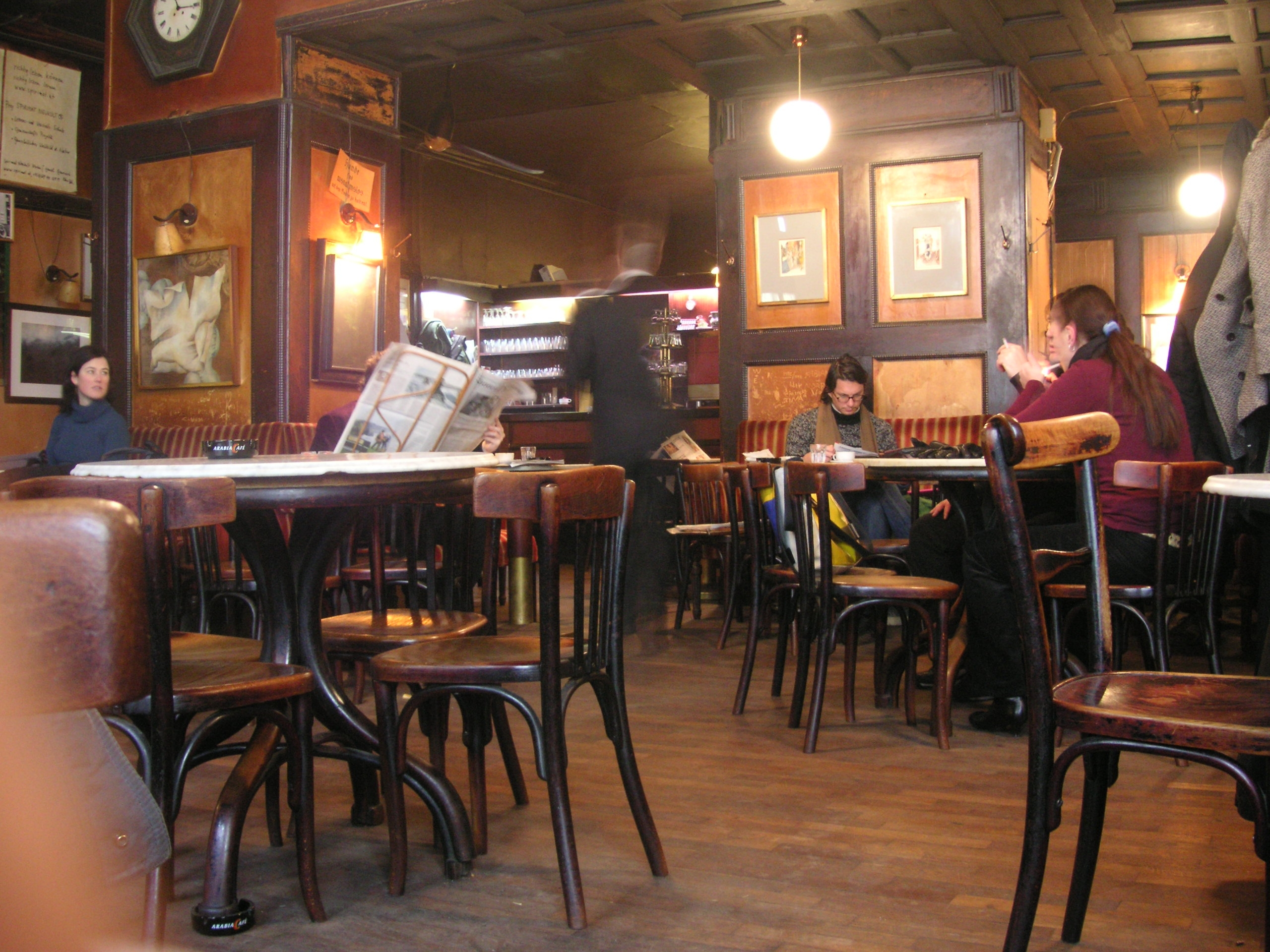
Innenansicht des Cafés (2006)

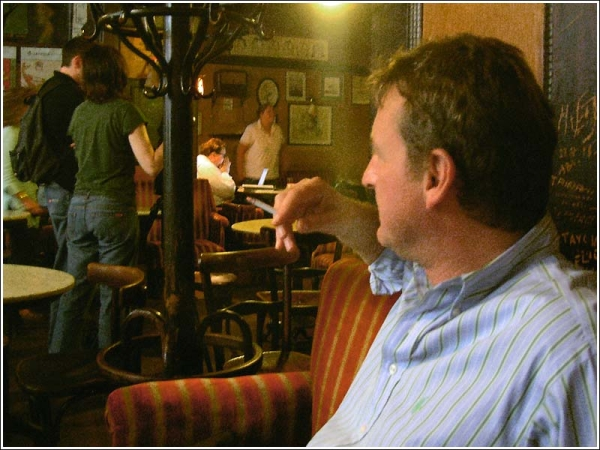
Einblick ins Café (2005)

Das Café Hawelka wurde 1939 von Leopold Hawelka eröffnet. Hawelka hatte zuvor seit 1936 das Kaffee Alt Wien in der Bäckerstraße, ebenfalls im 1. Bezirk, betrieben und übernahm im Mai 1939 mit seiner Frau Josefine das Café Ludwig-Carl (oder auch „Karl“) in der Dorotheergasse. Hier hatte sich ursprünglich die 1913 eröffnete Chatham-Bar befunden. Nach Ausbruch des Krieges musste das Café aber schon wieder schließen, da Leopold Hawelka zur Wehrmacht eingezogen wurde. Im Herbst 1945 wurde es in dem weitgehend noch intakten Gebäude von den Hawelkas wieder eröffnet.
Nach Ende der Besatzungszeit entwickelte sich das Café ab 1955 zum Treffpunkt für Schriftsteller und Kritiker wie Heimito von Doderer, Albert Paris Gütersloh, Hilde Spiel, Friedrich Torberg und Hans Weigel.
Nach der Schließung des Cafés Herrenhof im Jahr 1961 zogen weitere Künstler hierher um, und das Hawelka  wurde zum wichtigsten Treffpunkt der Wiener Kunstszene der Zeit. Zu den Stammgästen gehörten unter anderen Friedrich Achleitner, H. C. Artmann, Konrad Bayer, Ernst Fuchs, Elfriede Gerstl, Rudolf Hausner, André Heller, Alfred Hrdlicka, Friedensreich Hundertwasser, Wolfgang Hutter, Ernst Jandl, Richard Matouschek, Friederike Mayröcker, Helmut Qualtinger, Gerhard Rühm, Oskar Werner und Oswald Wiener.
Für manche Künstler wurde Josefine Hawelka zum veritablen Mutterersatz: „Wenn ich verzweifelt bin, weiß sie es, nimmt stumm meine Hand oder kocht mir kommentarlos ein Kompott“, verriet André Heller.
In den 1960er und 1970er Jahren erlebte das Café mit seiner von Künstlern und Individualisten geprägten Atmosphäre seine Glanzzeit. Bestrebungen, für das Café Denkmalschutz-Status zu erlangen, wodurch das gesetzliche Rauchverbot nicht zur Anwendung gekommen wäre, scheiterten Anfang 2011.
Heimito von Doderer schrieb 1960 über das Hawelka: „Es ist bereits in London bekannt, und es treffen auch Leute aus Paris und den Niederlanden im Café Hawelka ein“ – und warum: „Letzten Endes nur deshalb, weil Herr Hawelka nicht renoviert.“ In der Tat ist das Interieur der Räumlichkeiten, das von Rudolf Schindler, einem Schüler von Otto Wagner und Adolf Loos, entworfen wurde, seit 1913 unverändert geblieben.
Am 22. März 2005, einem Dienstag, ihrem einzigen Ruhetag in der Woche, starb Josefine Hawelka, nachdem sie das Café 66 Jahre lang mit ihrem Mann Leopold geführt hatte. Sie hatte auch die Spezialität des Lokals, die Buchteln, nach dem Rezept ihrer böhmischen Schwiegermutter gebacken. Bis zu seinem Tod im Dezember 2011 saß Leopold Hawelka oft am Eingang und begrüßte ankommende Gäste.
Die Buchteln werden seit dem Tod der Kaffeehausbesitzerin von Sohn Günter nach dem alten Rezept vorbereitet und von Amir Hawelka gebacken. Die Enkel Amir und Michael führen das Café heute weiter.

## Kulturelles und Mediales
Das Café Hawelka inspirierte Georg Danzer zu seinem 1975 veröffentlichten Lied Jö schau / so a Sau / jössas na / was mocht a Nockerter im Hawelka?.
Auch die Düsseldorfer Band Kraftwerk bezieht sich in ihrem Song Trans Europa Express auf das Hawelka, ohne jedoch den Namen konkret zu nennen (In Wien sitzen wir im Nachtcafé). Im Song Hawelka der niederländischen Band Nits wird das Café ebenfalls erwähnt. In Anlehnung an das Café wählte die Stuttgarter Band Hawelka ihren Namen.
Der 2002 gedrehte Dokumentarfilm Königin Josefine – Die Hawelkas und ihr Café porträtierte das Ehepaar und die Geschichte seines Cafés. Im Herbst 2009 erschien das Buch Darf man als Nackerta ins Hawelka? – Knigge für Fortgeschrittene von Helmut A. Gansterer.
Im 1984 erschienenen Roman Rohstoff des Schriftstellers Jörg Fauser besucht der Protagonist Harry Gelb, ein erfolgloser Autor und Aushilfsnachtwächter, im Kapitel 35 ab Seite 209 das Café Hawelka.